# Bayang
Bayang est une localité de la province de Lanao du Sud, aux Philippines. En 2015, elle compte 23 965 habitants.